# Alice Nine Complete Collection II 2010-2012
『Alice Nine Complete Collection II 2010-2012』（アリス・ナイン・コンプリート・コレクション・ツー にせんじゅう にせんじゅうに）は、Alice Nine通算2枚目のベスト・アルバム。2013年8月21日発売。発売元は徳間ジャパンコミュニケーションズ。

## 解説
徳間ジャパンに在籍していた2年間のベスト・アルバム。発売3日後の8月24日にアリス九號.として活動を開始して9年という記念の作品にもなっている。前ベスト・アルバムから約3年5カ月ぶりのリリース。前作ではシングル曲とアルバムリード曲のみでの構成であったが、今作では全シングルとカップリング、アルバムリード曲を収録している。
CDブックレットには、音楽ライター増田勇一によるメンバーインタビューライナーノーツ付き。

## 収録曲
| 全作詞: Shou。 |                         |           |               |                                 |      |
| #              | タイトル                | 作詞      | 作曲          | 備考                            | 時間 |
| 1.             | 「閃光」                | Shou      | Alice Nine    | 15thシングル                    | 4:18 |
| 2.             | 「Le Grand Bleu」       | Shou      | Alice Nine    | 15thシングル カップリング       | 4:01 |
| 3.             | 「Stargazer:」          | Shou      | Alice Nine    | 16thシングル                    | 4:14 |
| 4.             | 「蜃気楼」              | Shou      | Alice Nine    | 16thシングル カップリング       | 3:46 |
| 5.             | 「カルマ」              | Shou      | Alice Nine    | 16thシングル カップリング       | 3:45 |
| 6.             | 「GEMINI -0- eternal」  | Shou      | Saga          | 4thフルアルバム『GEMINI』収録曲 | 4:21 |
| 7.             | 「GEMINI -I- the void」 | Shou      | Saga          | 4thフルアルバム『GEMINI』収録曲 | 4:12 |
| 8.             | 「GEMINI -II- the luv」 | Shou      | Saga          | 4thフルアルバム『GEMINI』収録曲 | 3:45 |
| 9.             | 「BLUE FLAME」          | Shou      | Saga          | 17thシングル                    | 4:40 |
| 10.            | 「残響ホワイトアウト」  | Shou      | Hiroto        | 17thシングル カップリング       | 3:58 |
| 11.            | 「Heart of Gold」       | Shou      | Tora          | 18thシングル                    | 3:21 |
| 12.            | 「Ray」                 | Shou      | Tora          | 18thシングル カップリング       | 4:08 |
| 13.            | 「虹の雪」              | Shou      | Shou          | 19thシングル                    | 4:25 |
| 14.            | 「NEMESIS」             | Shou      | Hiroto & Tora | 19thシングル カップリング       | 4:09 |
| 15.            | 「すべてへ」            | Shou      | Saga          | 5thフルアルバム『“9”』収録曲    | 5:41 |
| 合計時間:      | 合計時間:               | 合計時間: | 合計時間:     | 62:39                           |      |

## 品番
- TKCA-73951